# Jean-Baptiste Ntahwa Kuderwa
Jean-Baptiste Ntahwa Kuderwa Batumike, né le 18 juillet 1955 à Kanyola, est un homme politique congolais. 
Il est ministre du Budget dans le second gouvernement d'Adolphe Muzito du 19 février 2010 au 6 avril 2012.

## Biographie
Nthawa Kuderwa est né le 18 juillet 1955 à Kanyola dans le secteur Ngweshe du territoire de Walungu au Sud-Kivu. Il fait ses études primaires et secondaires (humanité littéraires) au collège Alfadjiri à Bukavu, où il est diplômé en 1975. Il obtient un diplôme en sciences financières à l’École nationale des Finances en 1980. 
Cette même année, il commence sa carrière publique au ministère des Finances et du Budget à la direction du Budget-Contrôle, et y est ensuite désigné Vérificateur des dépenses engagées.
Il suit une spécialisation en économie bancaire à Finafrica Milan en Italie en 1984. Il obtient une licence en sciences économiques (option économie internationale et monétaire) à l’université libre de Kinshasa en 1996. En 2002, il obtient un certificat en finances publiques à l’institut du Fonds monétaire international de Washington, et en 2005, un certificat sur la préparation et l’exécution du budget de l’État à l’École nationale d’administration à Paris.